# Eterna
Eterna er en schweizisk producent af luksusure, der blev grundlagt i Grenchen, Canton Solothurn, den 7. november 1856 af Josef Girard og Urs Schild. Firmaet ejes i dag af det Hong Kong-baserede Citychamp Watch & Jewellery Group Limited, der er et investerings-holdingselskab tidligere kendt som China Haidian Holdings.